# HV Havas
Havas is een Nederlandse handbalclub uit Almere. Havas is opgericht op 5 juli 1982. 

## Geschiedenis

### Handbal in Almere
Door de polderen van het Zuiderzee en de komst van de provincie Flevoland zijn door een aantal enthousiaste pioniers die de handbalsport mee genomen naar hun nieuwe woonplaats (Almere). Bij de oprichting van Havas, werden de velden AS’80 gebruikt. Aangezien Havas toen nog geen eigen kantine en kleedkamers  had, werd er gebruik gemaakt van de faciliteiten van de voetballers. Ook de clubkleuren van Havas, het geel/blauw zijn geïnspireerd door de shirts van AS’80.

### Promotie naar de eredivisie
Het eerste herenteam van Havas promoveerde in 2019 naar de eredivisie. Dit kwam tot stand dat het tweede team van Quintus gedwongen moest degraderen doordat het eerste team Quintus uit de BENE-League degradeerde. Al in het eerste seizoen in de eredivisie eindigde Havas op de laatste plaats in de reguliere competitie en zou in de degradatiepoule moeten spelen tegen de periodewinnaars van de eerste divisie. Door de coronacrisis in Nederland is het seizoen 2019/20 afgelast door het NHV en was Havas verzekerd voor een extra jaar eredivisie. Ook het seizoen 2020/21 werd vroegtijdig stilgelegd door een tweede golf van het coronavirus.

## G-sport binnen Havas
Havas is een van de oudste handbalvereniging van Nederland wat een G-handbal afdeling heeft binnen de vereniging. G-handbal is voor mensen met een Verstandelijke beperking.

## Resultaten
Heren (2012 - heden)
- 2012 3e
Hoofdklasse B
- 2013 2e
Tweede divisie B
- 2014
- 2015 7e
Eerste divisie
- 2016 12e
Eerste divisie
- 2017 12e
Eerste divisie
- 2018 9e
Eerste divisie
- 2019 2e
Eerste divisie
- 2020 18e
Eredivisie
- 2021
Eredivisie
- 2022 14e
Eredivisie
- 2023 16e
Eredivisie

- Eredivisie
- Eerste divisie
- Tweede divisie